# Fox Point
Fox Point é uma aldeia localizada no estado norte-americano do Wisconsin, no Condado de Milwaukee.

## Demografia
Segundo o censo norte-americano de 2000, a sua população era de 7012 habitantes.
Em 2006, foi estimada uma população de 6705, um decréscimo de 307 (-4.4%).

## Geografia
De acordo com o United States Census Bureau tem uma área de 7,6 km², dos quais 7,6 km² cobertos por terra e 0,0 km² cobertos por água.

## Localidades na vizinhança
O diagrama seguinte representa as localidades num raio de 8 km ao redor de Fox Point.